# 高村桥站
高村桥站是京广铁路上已撤销的铁路车站，位于河南省淇县高村镇，撤销前为四等站，办理客货运业务。
高村桥站建于1907年，1993年开始电气化改造。后于2006年12月2日停用并拆除路轨，2007年1月1日撤销。